# Francie Swift
Frances Doretta Swift, detta Francie (Amarillo, 30 novembre 1968), è un'attrice statunitense.

## Filmografia

### Cinema
- Vamp, regia di Richard Wenk (1986)
- Ambition, regia di Hal Hartley - cortometraggio (1991)
- Scent of a Woman - Profumo di donna (Scent of a Woman), regia di Martin Brest (1992)
- Sonny & Pepper - Due irresistibili cowboy (The Cowboy Way), regia di Gregg Champion (1994)
- Felicità rubata (Fall), regia di Eric Schaeffer (1997)
- Lifebreath, regia di P.J. Posner (1997)
- Chill Factor, regia di David McKenzie (1999)
- A Day in Black and White, regia di Desmond Hall (2001)
- World Traveler, regia di Bart Freundlich (2001)
- Two Weeks Notice - Due settimane per innamorarsi (Two Weeks Notice), regia di Marc Lawrence (2002)
- Heavens Fall, regia di Terry Green (2006)
- Extrema (Descent), regia di Talia Lugacy (2007)
- Poliziotti fuori - Due sbirri a piede libero (Cop Out), regia di Kevin Smith (2010)
- Love & Secrets (All Good Things), regia di Andrew Jarecki (2010)
- Brief Reunion, regia di John Daschbach (2011)
- Amiche di sangue (Thoroughbreds), regia di Cory Finley (2017)

### Televisione
- Giuste sentenze (The Wright Verdicts) - serie TV, episodio 1x07 (1995)
- Law & Order - I due volti della giustizia (Law & Order) - serie TV, episodi 5x22-10x04-19x22 (1995-2009)
- Kiss & Tell, regia di Andy Wolk - film TV (1996)
- Liberty! The American Revolution, regia di Ellen Hovde e Muffie Meyer - miniserie TV, 4 puntate (1997)
- Homicide (Homicide: Life on the Street) - serie TV, episodio 6x19 (1998)
- Gli specialisti (Soldier of Fortune, Inc.) - serie TV, episodio 2x03 (1998)
- Due poliziotti a Chicago (Due South) - serie TV, episodio 4x09 (1999)
- The Great Gatsby, regia di Robert Markowitz - film TV (2000)
- A Nero Wolfe Mystery - serie TV, 6 episodi (2001-2002)
- Hack - serie TV, episodio 2x03 (2003)
- NTSB: The Crash of Flight 323, regia di Jeff Bleckner - film TV (2004)
- Law & Order: Criminal Intent - serie TV, episodio 4x01 (2004)
- CSI: Miami - serie TV, episodio 4x02 (2005)
- Six Degrees - Sei gradi di separazione (Six Degrees) - serie TV, episodio 1x12 (2007)
- Damages - serie TV, episodio 1x02-1x10 (2007)
- The Good Wife - serie TV, 6 episodi (2009-2010)
- Gravity - serie TV, episodi 1x03-1x08 (2010)
- White Collar - serie TV, episodio 2x01 (2010)
- Gossip Girl - serie TV, 10 episodi (2007-2011)
- Law & Order - Unità vittime speciali (Law & Order: Special Victims Unit) - serie TV, 5 episodi (2010-2011)
- Person of Interest - serie TV, episodio 2x08 (2012)

## Doppiatrici italiane
Nelle versioni in italiano delle opere in cui ha recitato, Francie Swift è stata doppiata da:
- Sabrina Duranti in Gossip Girl, House Of Cards
- Claudia Catani in Poliziotti fuori - Due sbirri a piede libero, The Blacklist
- Luisa Ziliotto in Law & Order - Criminal Intent
- Monica Ward in CSI: Miami
- Tatiana Dessi in The Good Wife
- Barbara De Bortoli in Law & Order - Unità vittime speciali
- Francesca Fiorentini in Person of Interest
- Marina Guadagno in Amiche di sangue